# Youfang (köpinghuvudort i Kina, Jiangsu Sheng, lat 32,13, long 119,84)
Youfang (kinesiska: 油坊, 油坊镇) är en köpinghuvudort i Kina. Den ligger i provinsen Jiangsu, i den östra delen av landet, omkring 99 kilometer öster om provinshuvudstaden Nanjing. Antalet invånare är 42 663. Befolkningen består av 21 262 kvinnor och 21 401 män. Barn under 15 år utgör 7,0 %, vuxna 15-64 år 76 %, och äldre över 65 år 15,0 %.
Runt Youfang är det tätbefolkat, med 982 invånare per kvadratkilometer. Närmaste större samhälle är Menghe, 12,5 km söder om Youfang. Trakten runt Youfang består till största delen av jordbruksmark.
Genomsnittlig årsnederbörd är 1 302 millimeter. Den regnigaste månaden är juli, med i genomsnitt 255 mm nederbörd, och den torraste är januari, med 30 mm nederbörd.